# Melichthys
Melichthys è un genere di pesci ossei marini appartenente alla famiglia Balistidae.

## Distribuzione e habitat
I tre specie sono endemiche dell'Indo-Pacifico tropicale e sono legate all'ambiente corallino.

## Specie
- Melichthys indicus
- Melichthys niger
- Melichthys vidua[1]